# Sedlhof (Peiting)
Sedlhof ist ein Gemeindeteil des Marktes Peiting im oberbayerischen Landkreis Weilheim-Schongau.

## Geografie
Die Einöde liegt circa sieben Kilometer nördlich von Peiting in einer Jungmoränenlandschaft zwischen Birkland und Aich.

## Geschichte
Sedlhof wird erstmals 1431 genannt. Der Ortsname stammt von Sedelhof, einer Bezeichnung für einen steuerbefreiten adeligen Hof.
Die Enöde gehörte zur Gemeinde Birkland im Landgericht Schongau und wurde zusammen mit dieser am 1. Januar 1976 nach Peiting eingemeindet.

## Sehenswürdigkeiten
In Sedlhof befindet sich eine Hofkapelle aus dem 17. Jahrhundert.
Siehe: Liste der Baudenkmäler in Sedlhof